# Neagathia
Neagathia is een geslacht van vlinders van de familie spanners (Geometridae), uit de onderfamilie Geometrinae.

## Soorten
- N. corruptata Felder, 1875
- N. semilucida Schaus, 1901